# マルティニクオオコメネズミ
マルティニクオオコメネズミ Megalomys desmarestii (英語名 Martinique Giant Rice Rat)は、齧歯目キヌゲネズミ科に属するオオコメネズミの一種で、西インド諸島のフランス領アンティルに属するマルティニーク島に生息していたが、1902年に絶滅した。標準和名デマレオオコメネズミ。
非常に大型のネズミで、体長は約36cm、尾長約33cmだった。ココヤシの果樹園に多く生息しており害獣として駆除されたほか、食用にもされたため数が減少した。決定的な打撃となったのは1902年にマルティニーク島の活火山プレー山が噴火し、火砕流によって生息地が壊滅したことであった（マルティニーク島は1128km²と旧世界でいうと日本の沖縄本島やギリシャのロドス島より少し小さい程度の面積があり、全島が噴火で壊滅したわけでもなかった）。近縁種にセントルシアオオコメネズミ（セントルシア島に生息）とバーブーダオオコメネズミ（バーブーダ島に生息）がいたが、いずれも環境破壊などが原因で19世紀以前に絶滅している。